# Chigny-les-Roses
Pour les articles homonymes, voir Chigny.
Chigny-les-Roses est une commune française, située dans le département de la Marne en région Grand Est.

## Géographie
Chigny-les-Roses se situe sur le versant nord de la montagne de Reims et au sud de la ville de Reims. La commune fait partie du parc naturel régional de la Montagne de Reims.
|                   | Ludes, vers Taissy et Reims |       |
| Rilly-la-Montagne | Chigny-les-Roses            | Ludes |
| Germaine          | Ville-en-Selve              |       |

### Hydrographie

#### Réseau hydrographique
La commune est traversée par la ligne de partage des eaux entre les régions hydrographiques « la Seine de sa source au confluent de l'Oise (exclu) » et « la Seine du confluent de l'Oise (inclus) à l'embouchure » au sein du bassin Seine-Normandie. Elle est drainée par le Fossé Colas Jacquer, le cours d'eau 01 de la commune de Chigny-les-Roses, le cours d'eau 07 de la commune de Chigny-les-Roses, le Fossé 01 des Batis de Chigny et divers bras du Fossé de Colas Jacquer,.

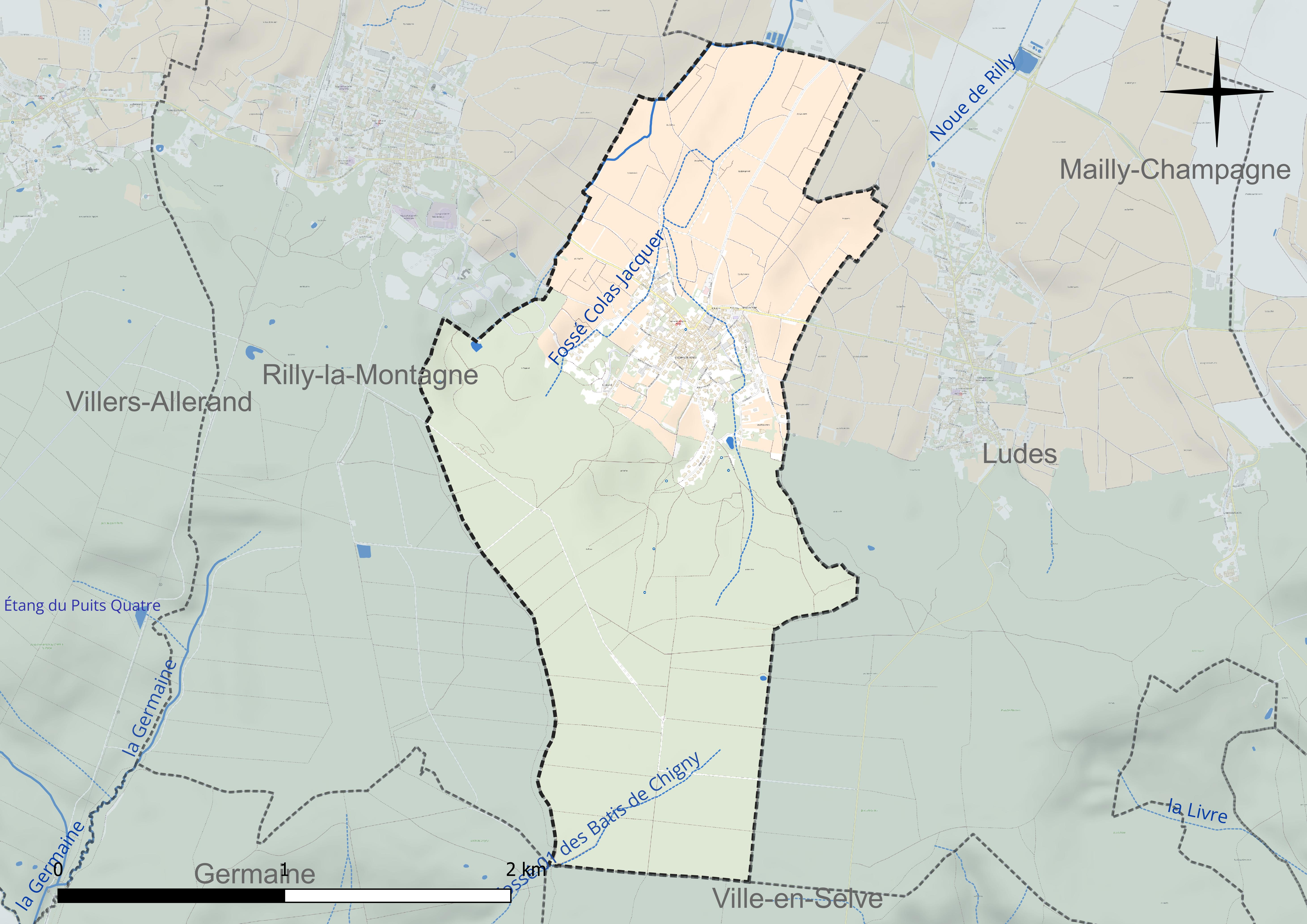
Réseau hydrographique de Chigny-les-Roses.

#### Gestion et qualité des eaux
Le territoire communal est couvert par le schéma d'aménagement et de gestion des eaux (SAGE) « Aisne Vesle Suippe ». Ce document de planification, dont le territoire s’étend sur 3 096 km2 répartis sur trois départements (Aisne, Marne et Ardennes) et deux régions (Champagne-Ardenne et Picardie), a été approuvé le 16 décembre 2013. La structure porteuse de l'élaboration et de la mise en œuvre est le Syndicat d’aménagement des bassins Aisne Vesle Suippe (SIABAVES). 
La qualité des cours d’eau peut être consultée sur un site dédié géré par les agences de l’eau et l’Agence française pour la biodiversité. 

### Climat
Pour des articles plus généraux, voir Climat du Grand Est et Climat de la Marne.
En 2010, le climat de la commune est de type climat océanique dégradé des plaines du Centre et du Nord, selon une étude du Centre national de la recherche scientifique s'appuyant sur une série de données couvrant la période 1971-2000. En 2020, Météo-France publie une typologie des climats de la France métropolitaine dans laquelle la commune est exposée à un climat océanique altéré et est dans la région climatique  Nord-est du bassin Parisien, caractérisée par un ensoleillement médiocre, une pluviométrie moyenne régulièrement répartie au cours de l’année et un hiver froid (3 °C). 
Pour la période 1971-2000, la température annuelle moyenne est de 10,9 °C, avec une amplitude thermique annuelle de 16,8 °C. Le cumul annuel moyen de précipitations est de 754 mm, avec 11,5 jours de précipitations en janvier et 7,3 jours en juillet. Pour la période 1991-2020, la température moyenne annuelle observée sur la station météorologique de Météo-France la plus proche, « Mailly-civc », sur la commune de Mailly-Champagne à 4 km à vol d'oiseau, est de 11,2 °C et le cumul annuel moyen de précipitations est de 755,5 mm. 
La température maximale relevée sur cette station est de 39,8 °C, atteinte le 25 juillet 2019 ; la température minimale est de −20 °C, atteinte le 16 janvier 1985,,. 
Les paramètres climatiques de la commune ont été estimés pour le milieu du siècle (2041-2070) selon différents scénarios d'émission de gaz à effet de serre à partir des nouvelles projections climatiques de référence DRIAS-2020. Ils sont consultables sur un site dédié publié par Météo-France en novembre 2022.

## Urbanisme

### Typologie
Au 1er janvier 2024, Chigny-les-Roses est catégorisée bourg rural, selon la nouvelle grille communale de densité à sept niveaux définie par l'Insee en 2022.
Elle est située hors unité urbaine. Par ailleurs la commune fait partie de l'aire d'attraction de Reims, dont elle est une commune de la couronne,. Cette aire, qui regroupe 294 communes, est catégorisée dans les aires de 200 000 à moins de 700 000 habitants,.

### Occupation des sols
L'occupation des sols de la commune, telle qu'elle ressort de la base de données européenne d’occupation biophysique des sols Corine Land Cover (CLC), est marquée par l'importance des forêts et milieux semi-naturels (61,1 % en 2018), une proportion sensiblement équivalente à celle de 1990 (61,8 %). La répartition détaillée en 2018 est la suivante : 
forêts (60,3 %), cultures permanentes (29,7 %), zones urbanisées (9,1 %), milieux à végétation arbustive et/ou herbacée (0,8 %). L'évolution de l’occupation des sols de la commune et de ses infrastructures peut être observée sur les différentes représentations cartographiques du territoire : la carte de Cassini (XVIIIe siècle), la carte d'état-major (1820-1866) et les cartes ou photos aériennes de l'IGN pour la période actuelle (1950 à aujourd'hui).

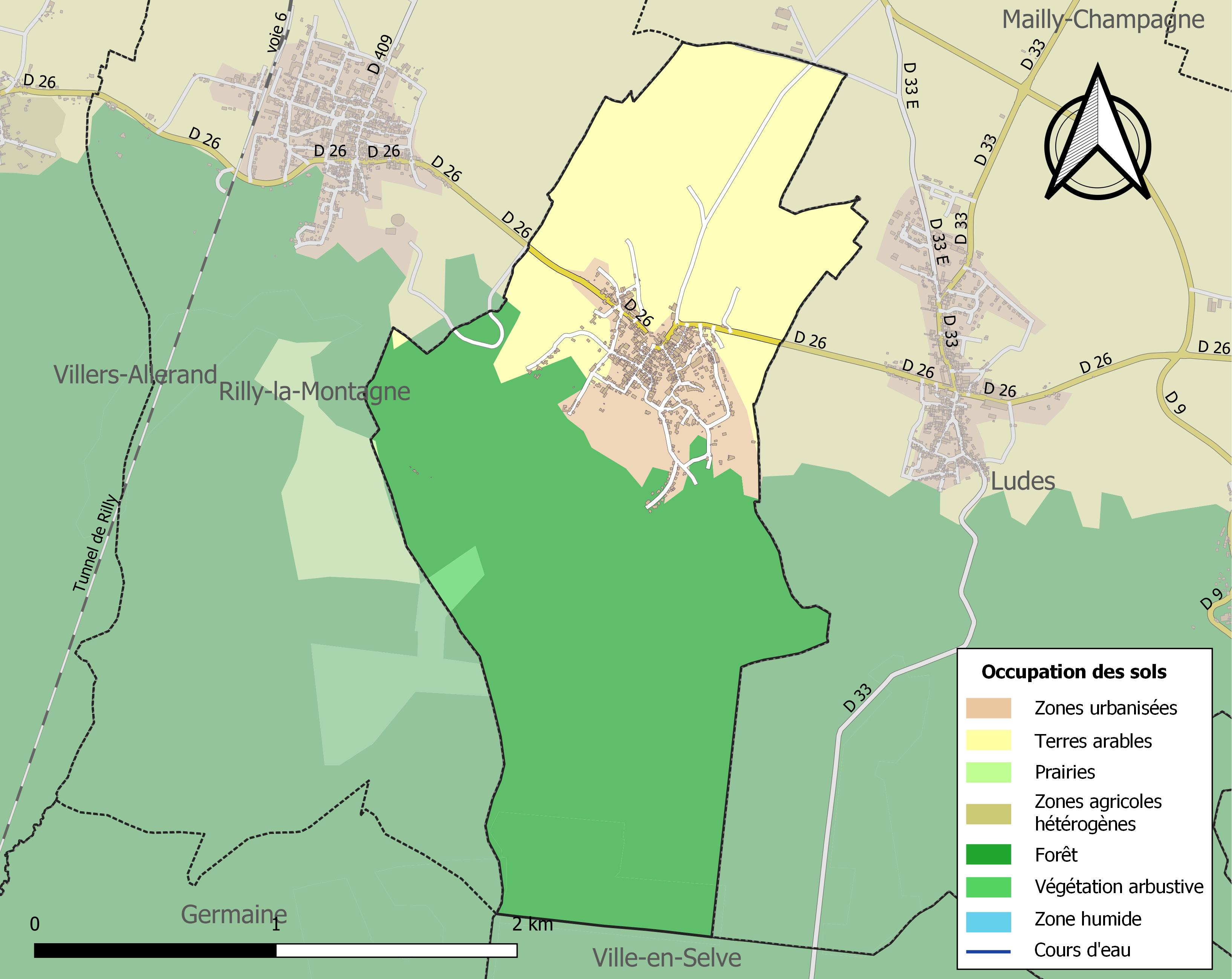
Carte des infrastructures et de l'occupation des sols de la commune en 2018 (CLC).

## Toponymie
Le nom de la localité est attesté sous les formes Chigniacum (1181) ; Chenneium (XIIe siècle) ; Chagneium (1223) ; Chaigni (1277) ; Chainneyum juxta Rilly (128.) ; Changy (vers 1300) ; Chaugni, Cheinni (commencement du XIVe siècle) ; Chaigny (1330) ; Chaingny delez Ludes (1349) ; Channy (1352) ; Chaingny in Montana (1370) ; Chavigny, mauvaise lecture pour Chaingny, Chavigny en la Montaingne (1384) ; Chaingny en la Montaigne de Reins (1472) ; Chagny (1516) ; Chigni (1642) ; Chaigni-en-la-Montaigne (1728) ; Chigny-en-Montagne (1735).

Au début du siècle dernier, par les décrets des 13/08/1902 et 12/02/1903, Émile Loubet alors président de la République, rebaptisa la commune du nom de "Chigny-les-Roses" en honneur à la magnifique roseraie qui entourait le chalet campagnard de Louise Pommery, fille de Jeanne Alexandrine Pommery,.

## Histoire

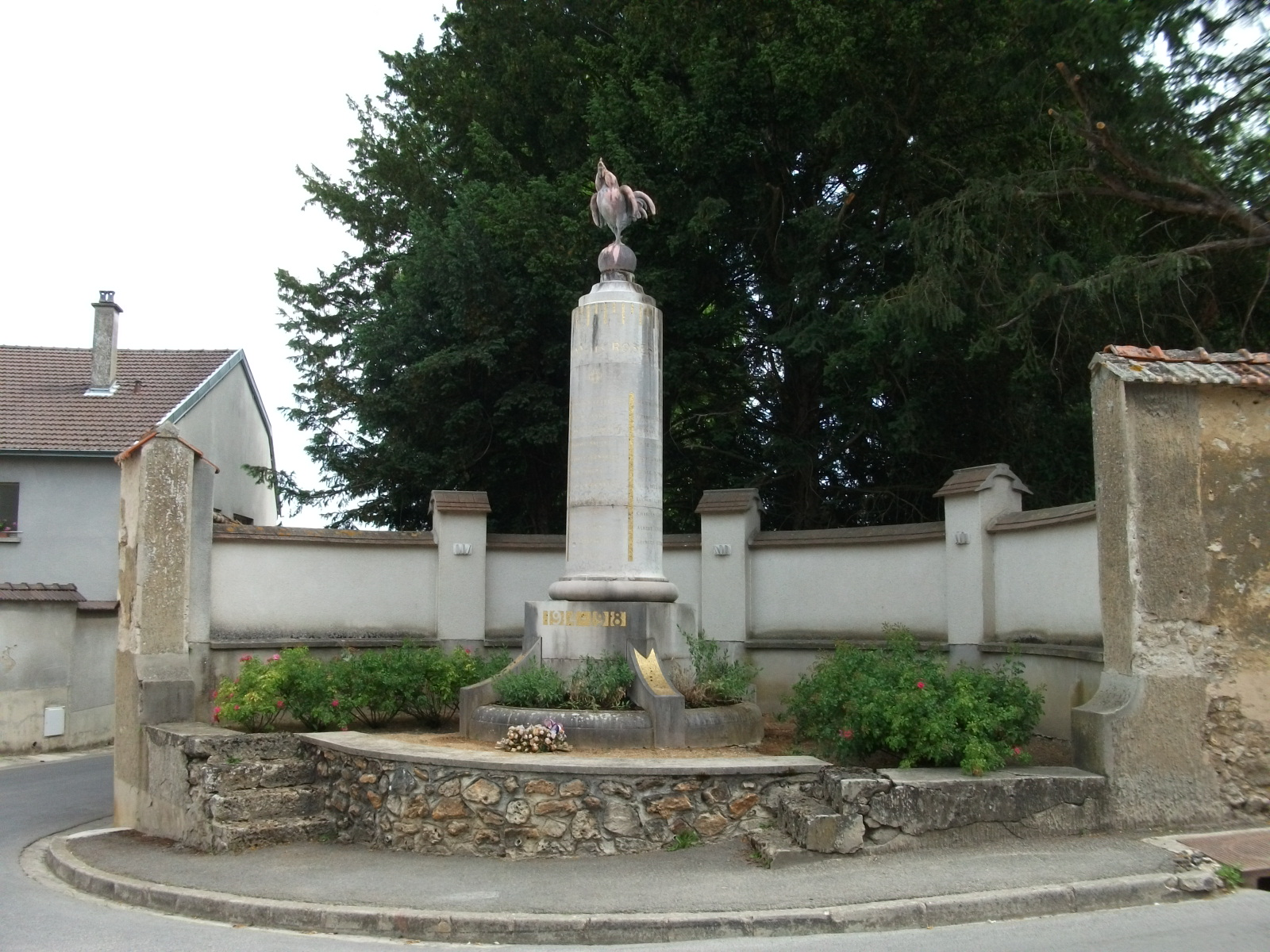
Le monument aux morts, par Jean de la Morinerie.

Au XVIIIe siècle, on y trouvait une manufacture de faïences.
La commune est décorée de la Croix de guerre 1914-1918 le 30 mai 1921.

## Politique et administration

### Intercommunalité
La commune, antérieurement membre de la communauté de communes des Forêts et Coteaux de la Grande Montagne, est membre, depuis le 1er janvier 2014, de la communauté de communes Vesle et Coteaux de la Montagne de Reims.
En effet, conformément aux prévisions du schéma départemental de coopération intercommunale (SDCI) de la Marne du 15 décembre 2011, cette communauté de communes est née le 1er janvier 2014 de la fusion de trois petites intercommunalités :
- la communauté de communes des Forêts et Coteaux de la Grande Montagne (CCFCGM), qui regroupait cinq communes ;
- la communauté de communes des Rives de Prosne et Vesle (CCRPV), sauf la commune de Prosnes, soit deux communes ;
- la communauté de communes Vesle-Montagne de Reims (CCVMR), qui regroupait neuf communes ;

auxquelles s'est joint la commune isolée de Villers-Marmery.

## Démographie
L'évolution du nombre d'habitants est connue à travers les recensements de la population effectués dans la commune depuis 1793. Pour les communes de moins de 10 000 habitants, une enquête de recensement portant sur toute la population est réalisée tous les cinq ans, les populations de référence des années intermédiaires étant quant à elles estimées par interpolation ou extrapolation. Pour la commune, le premier recensement exhaustif entrant dans le cadre du nouveau dispositif a été réalisé en 2006.

En 2022, la commune comptait 525 habitants, en évolution de −6,25 % par rapport à 2016 (Marne : −1,19 %, France hors Mayotte : +2,11 %).
| 1793 | 1800 | 1806 | 1821 | 1831 | 1836 | 1841 | 1846 | 1851 |
| ---- | ---- | ---- | ---- | ---- | ---- | ---- | ---- | ---- |
| 590  | 583  | 612  | 573  | 542  | 505  | 519  | 540  | 564  |

| 1856 | 1861 | 1866 | 1872 | 1876 | 1881 | 1886 | 1891 | 1896 |
| ---- | ---- | ---- | ---- | ---- | ---- | ---- | ---- | ---- |
| 552  | 580  | 538  | 512  | 570  | 587  | 660  | 641  | 631  |

| 1901 | 1906 | 1911 | 1921 | 1926 | 1931 | 1936 | 1946 | 1954 |
| ---- | ---- | ---- | ---- | ---- | ---- | ---- | ---- | ---- |
| 641  | 638  | 665  | 632  | 587  | 584  | 571  | 565  | 514  |

| 1962 | 1968 | 1975 | 1982 | 1990 | 1999 | 2006 | 2011 | 2016 |
| ---- | ---- | ---- | ---- | ---- | ---- | ---- | ---- | ---- |
| 522  | 525  | 570  | 602  | 573  | 530  | 520  | 527  | 560  |

| 2021 | 2022 | - | - | - | - | - | - | - |
| ---- | ---- | - | - | - | - | - | - | - |
| 530  | 525  | - | - | - | - | - | - | - |

## Économie
L'économie de la commune est en grande partie tournée vers les vins de Champagne.

## Culture locale et patrimoine

### Lieux et monuments
- Le domaine du Chalet à Chigny-les-Roses 51100. Le château est mis en vente (2015).
- Une église dédiée à Nicolas de Myre.
- Un calvaire.

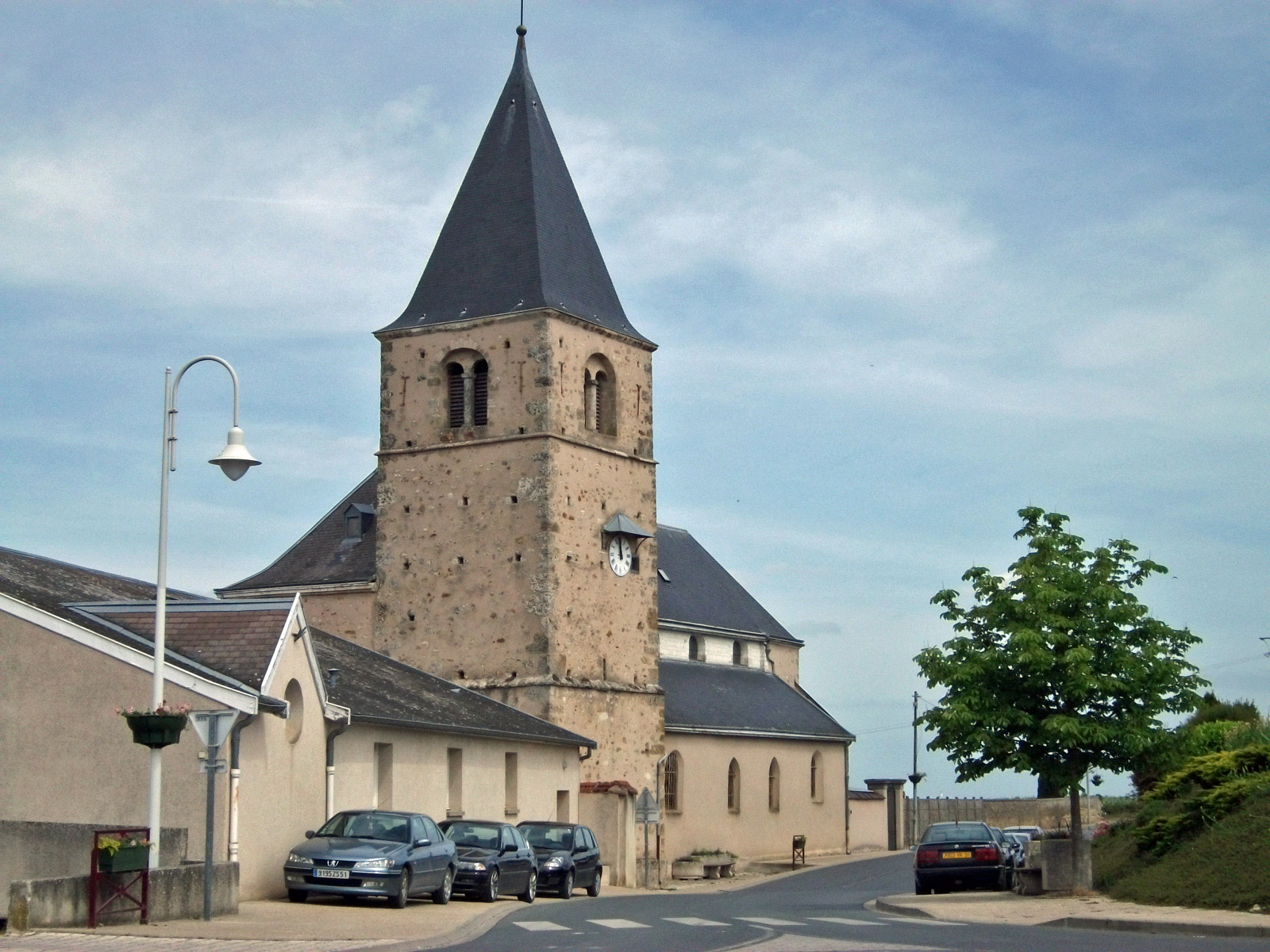
L'église Saint-Nicolas
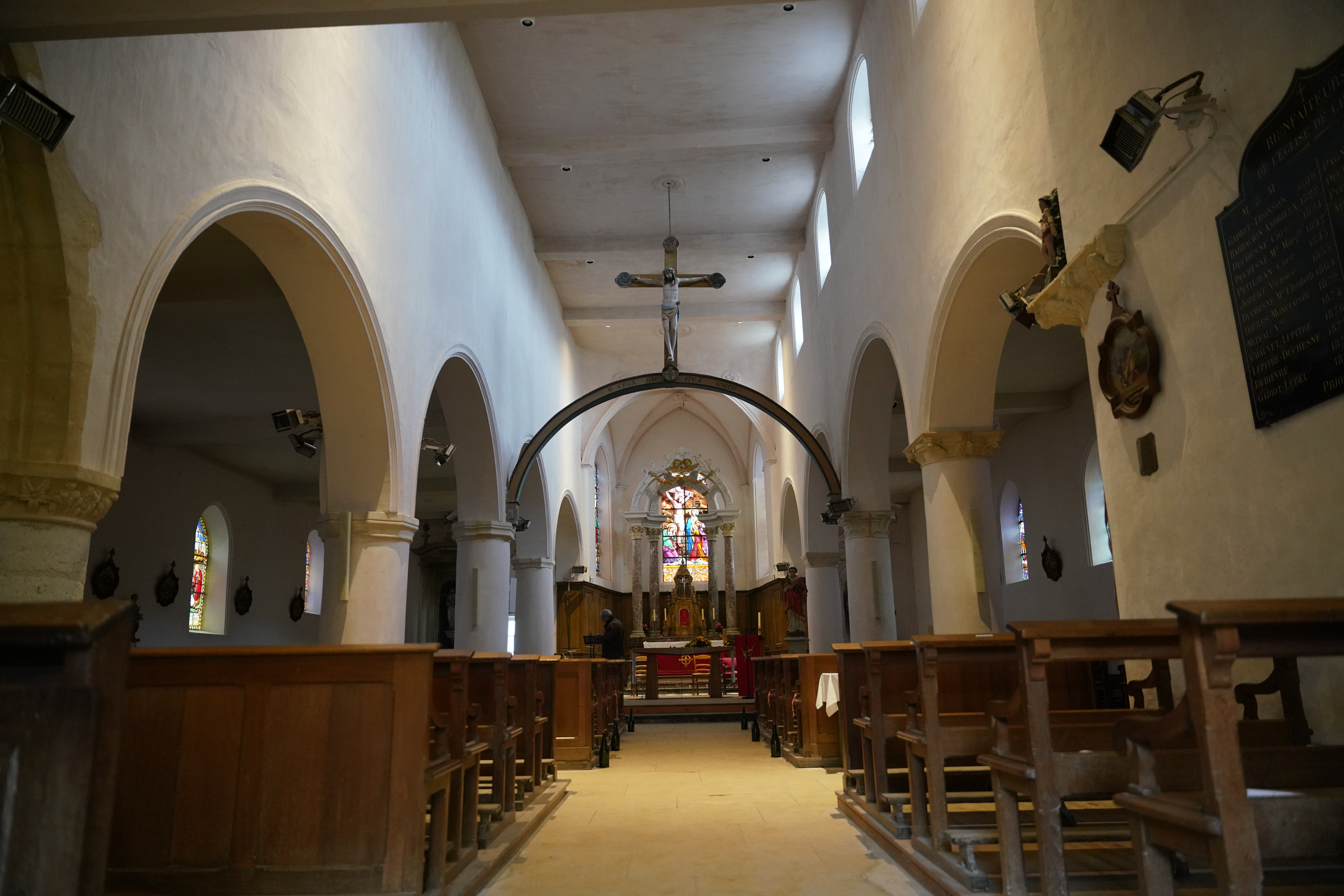
avec poutre de gloire
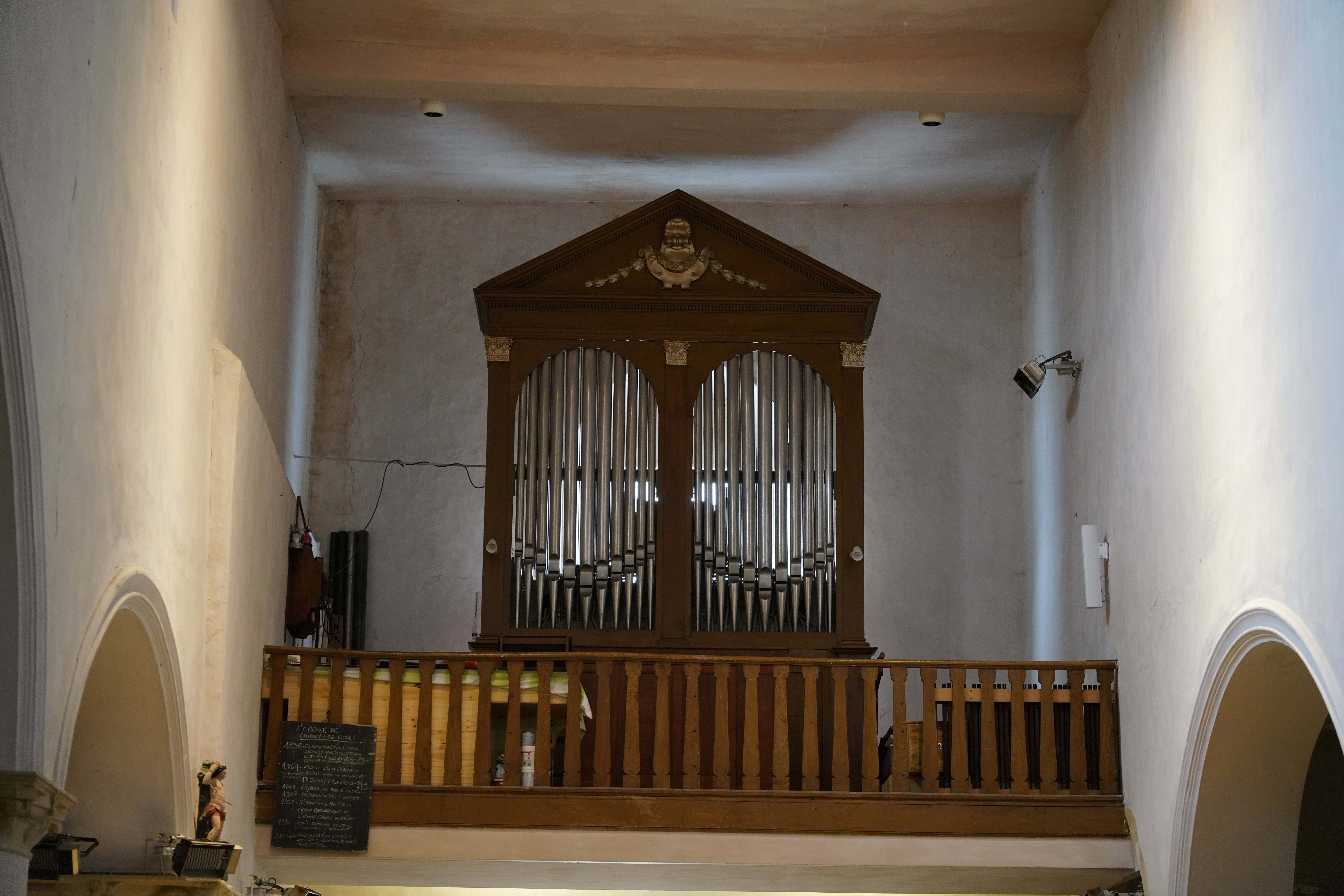
et son orgue.
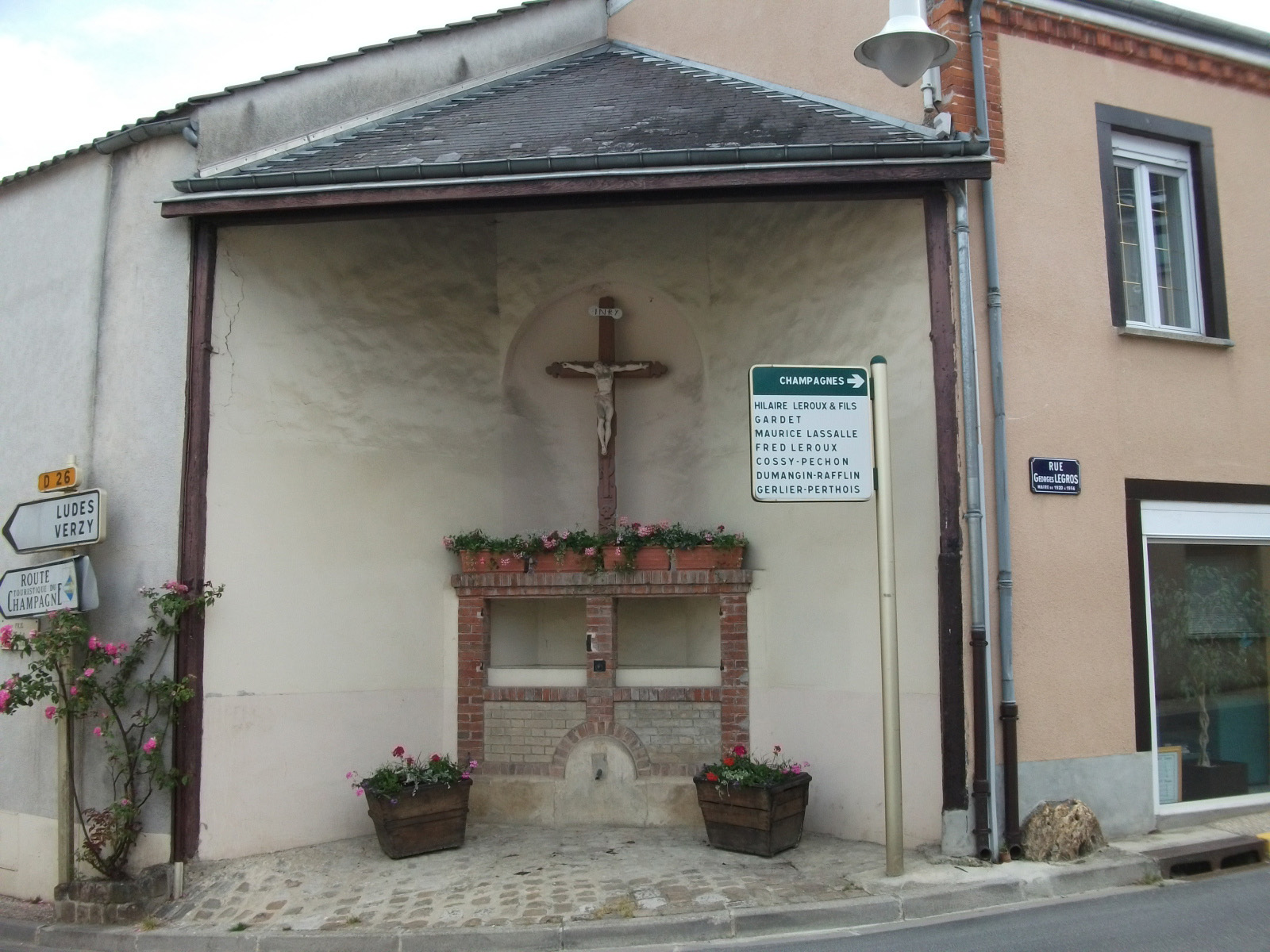
Un calvaire dans le village.

### Personnalités liées à la commune
- Mme Pommery, qui serait à l'origine du nom de Chigny « les Roses ». Son buste est érigé au-dessus d'une fontaine sur la place du village.
- François Warnier (1913-2005), as de l'aviation aux huit victoires officielles, qui repose dans le cimetière du village.
- Le capitaine d'état-major de la 1re DLM si à la 6e région André Watier, décoré de la Croix de guerre et chef d'un réseau de résistance à Ludes, assassiné par la milice à la ferme de l'espérance, route de Châlons en 1944.

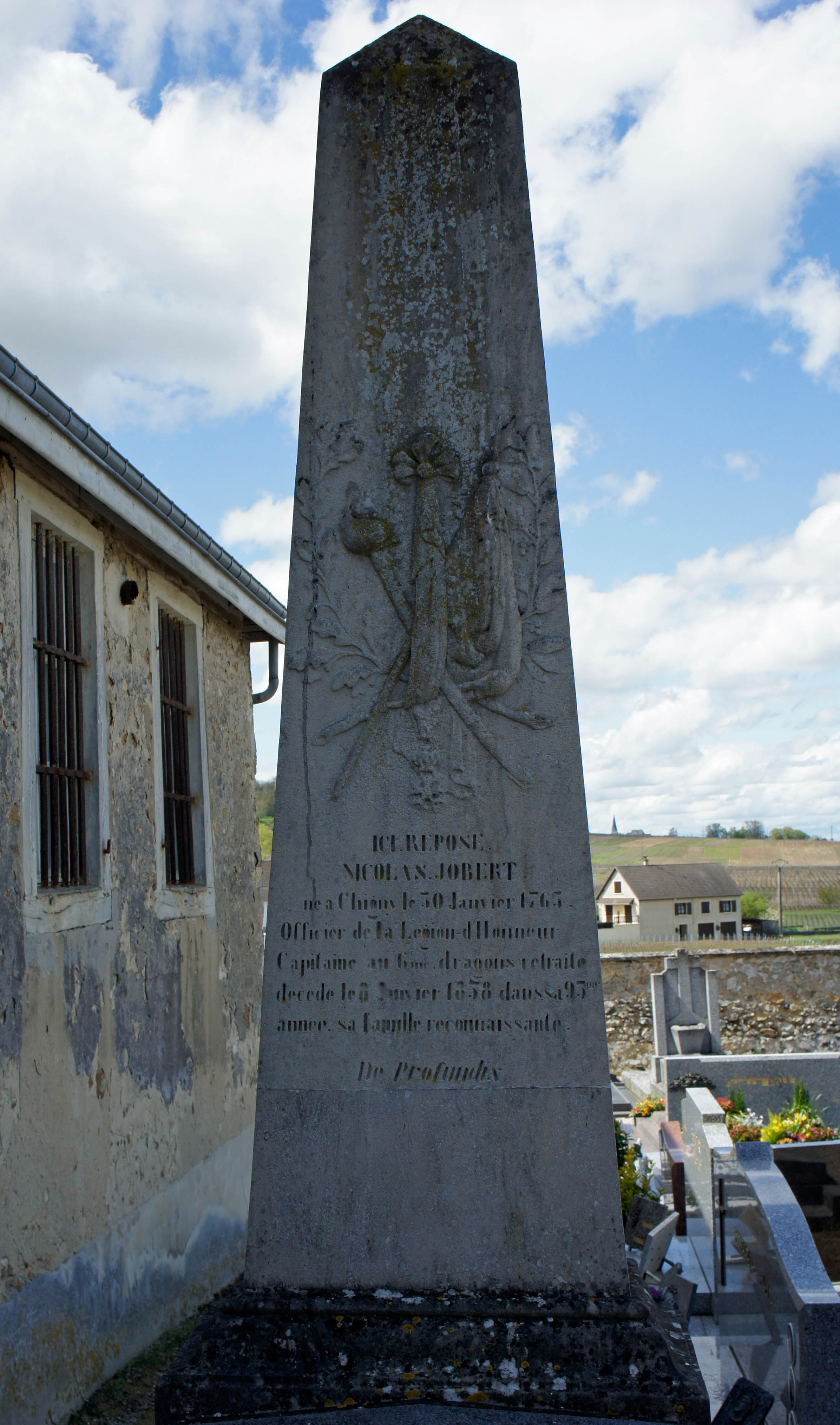
La tombe de Nicolas Jobert.
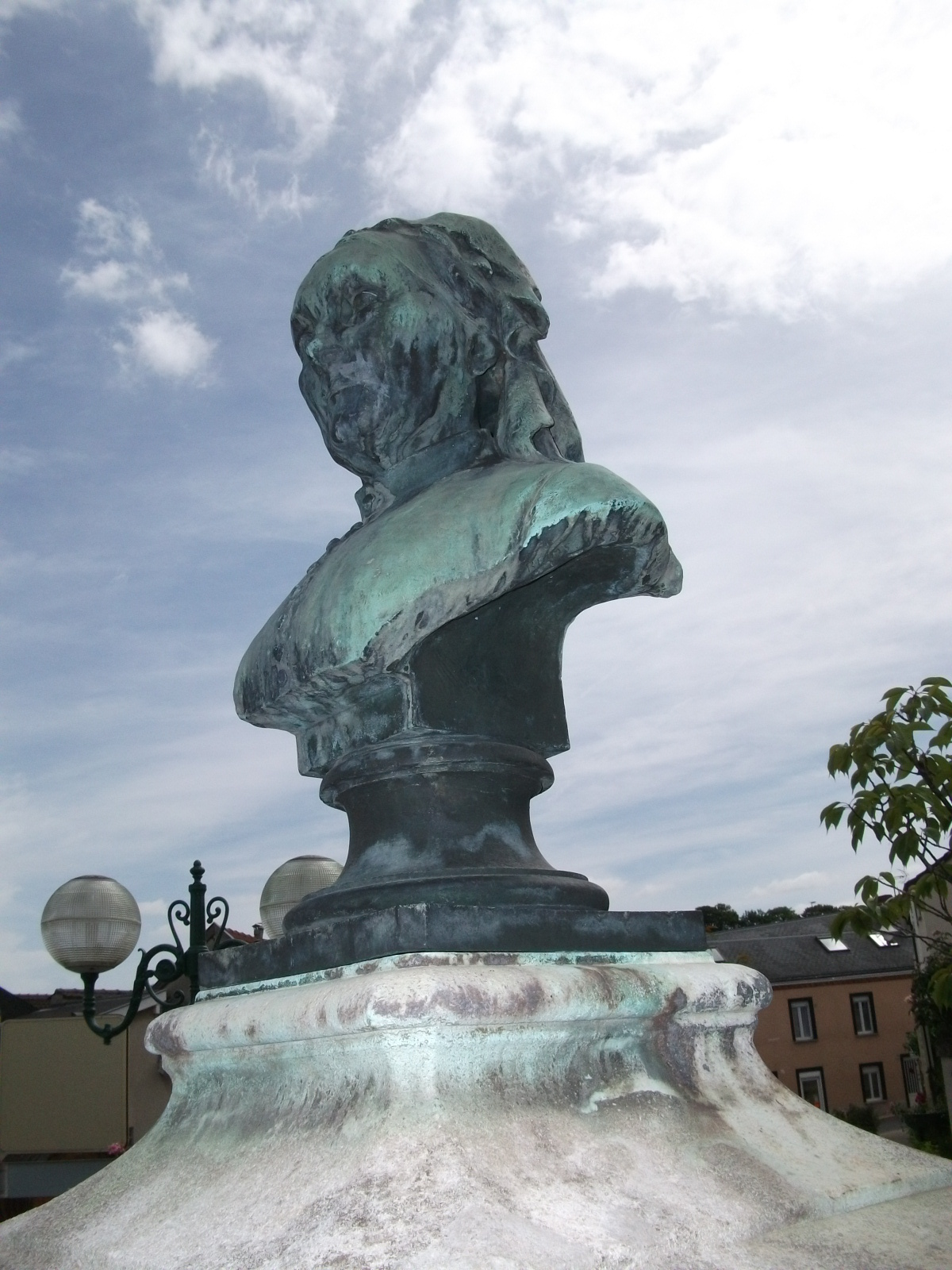
Le buste de la veuve Pommery.

### Héraldique
| Blason de Chigny-les-Roses | Blason  | Tiercé en pairle renversé : au 1er de sinople à un chêne d'or, au 2e d'azur à trois roses des jardins au naturel, au 3e d'or à une grappe de raisin d'azur pamprée au naturel. |
| Blason de Chigny-les-Roses | Détails | Le chêne est pour la première partie du nom de la commune et les roses pour la seconde. Le raisin est pour le vignoble du village. Adopté en octobre 2019.                     |